# 范金玉
范金玉（1928年3月17日—2019年12月14日），越南經濟學家，1969年至1973年間擔任越南共和國經濟總長，是該國在任時間最長的一位經濟總長。1975年越南共和國滅亡時移居美國，2019年於越南胡志明市去世。

## 生平

### 早年經歷
1928年3月17日（一說1929年），范金玉出生於河內一個富裕的家庭中。
范金玉的家人送他到香港讀高中，隨後他於1949年前往英國留學。1952年，范金玉獲得倫敦大學（南安普敦大學）經濟學理學學士學位，1952年至1955年，就讀於倫敦政治經濟學院。

### 職業生涯
畢業後的范金玉在渣打銀行實習期間，得知越南南方從法國獨立的消息，同時，他還瞭解到新任國家銀行行長武國琡教授希望在西貢成立一家商業信用銀行。范金玉立刻告別了倫敦舒適的生活，在沒有告知朋友的情況下就回到了西貢。回到西貢後，范金玉就去拜見以前並不相識的武國琡，武國琡見到他非常高興，因爲他精通英語，並對不同於舊時法國制度的新的商業銀行業務模式瞭解甚多，於是立即聘用了他。范金玉在1955年至1967年間擔任越南商業信用銀行副經理。:35
1966年年中（一說1967年），范金玉進入越南共和國經濟部，擔任了六個月的副部長。:351967年，范金玉離開越南商業信用銀行以成立投資公司，:351968年至1969年，任西貢投資公司總經理。
1969年，阮文紹總統邀請前國家銀行總經理阮有亨出任經濟部長，阮有亨推薦了范金玉。在范金玉擔任經濟部長期間，阮文紹總統和陳善謙總理要求他實施一個“刻苦”（khắc khổ）計劃，旨在將越南共和國經濟從依賴美國援助的狀態轉爲自主獨立的經濟。他與財政部長阮碧惠一起起草了涵蓋從糖、汽油和柴油等必需品到葡萄酒和烈酒等奢侈品的200多項稅種。在2016年舉辦在伯克利大學的一場關於越南共和國制度的研討會上，范金玉承認了這個“刻苦”計劃因爲缺乏現實性而導致了失敗。
1973年8月，范金玉調任計劃部長。同年，范金玉離開政府，並於次年3月成立農商銀行，經營直至1975年4月越南共和國政權滅亡。:35

### 流亡生活
1975年後，范金玉移居美國，隱居於弗吉尼亞州。後來他參加了一些研討會，介紹自己在越南共和國時期的經濟政策。2016年10月，范金玉在加州大學伯克利分校的一場關於越南共和國的研討會上，介紹了自己的團隊在1969年美國開始撤回援助後避免金融災難的努力。:7演講的內容被收錄入了2019年出版的《越南共和國1955年－1975年：國際建設的越南觀點》（The Republic of Vietnam, 1955–1975: Vietnamese Perspectives on Nation Building）一書中。
2019年12月14日，范金玉在越南胡志明市逝世，享壽91歲。

## 開發石油

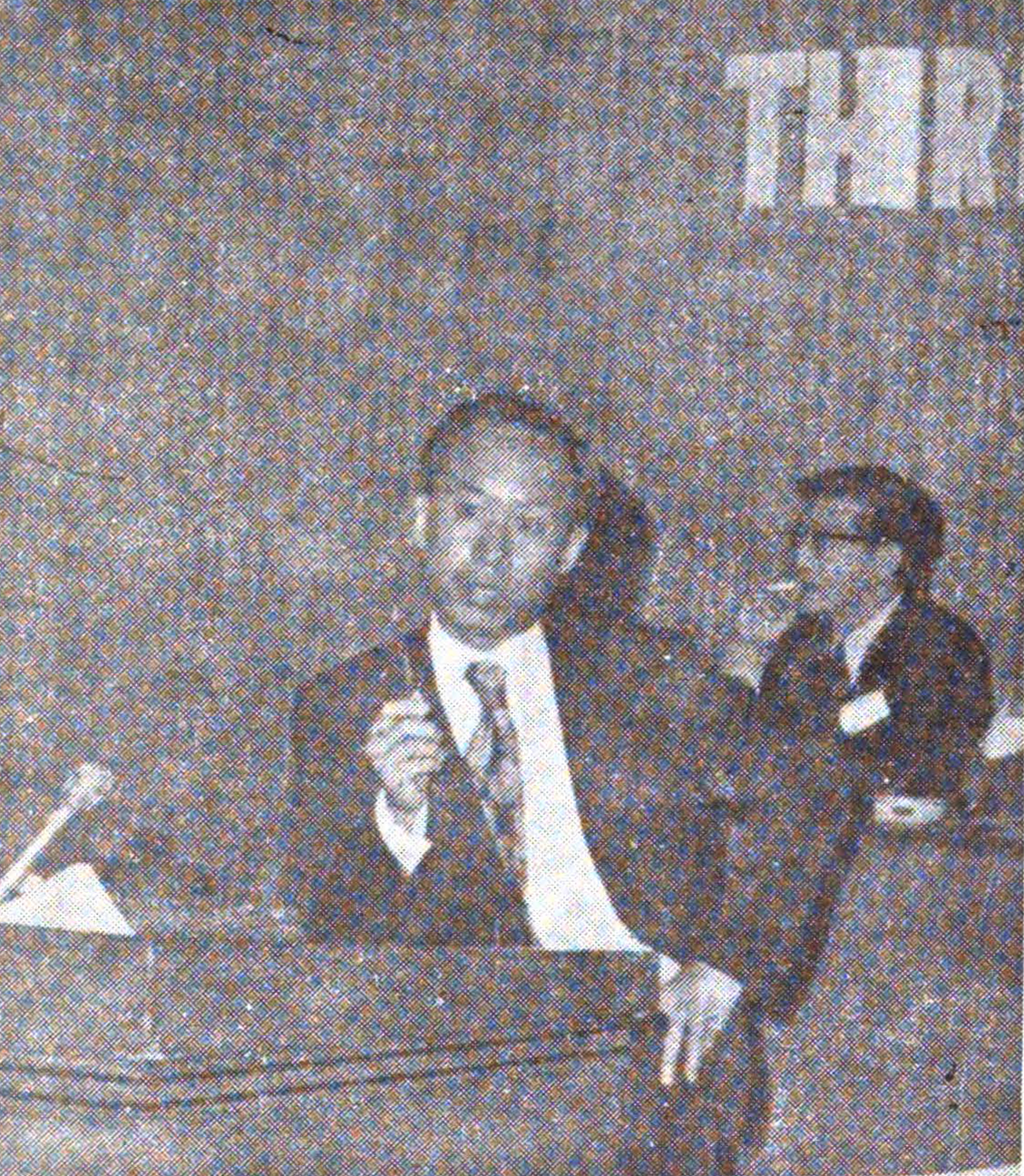
經濟部長范金玉

范金玉擔任經濟部長期間的一項重要工作就是就是啓動了在南中國海的石油搜尋計劃。
1970年12月1日，越南共和國總統阮文紹頒佈了第011/70號《石油法》。1971年1月7日，陳善謙簽署了第003-SL/KT號法令，成立了石油委員會，由經濟部長范金玉擔任委員會主席。。同年6月，范金玉宣佈將以招標的形式授予大陸架石油搜尋、勘探和開採的特許權。

## 個人生活
范金玉是佛教徒。根據1974年出版的《越南名人錄》，范金玉已婚，與妻子育有子女四人。

## 榮譽
- 中華民國大綬景星勳章[11]